# Plectreuridae
Famille
Les Plectreuridae sont une famille d'araignées aranéomorphes.

## Distribution

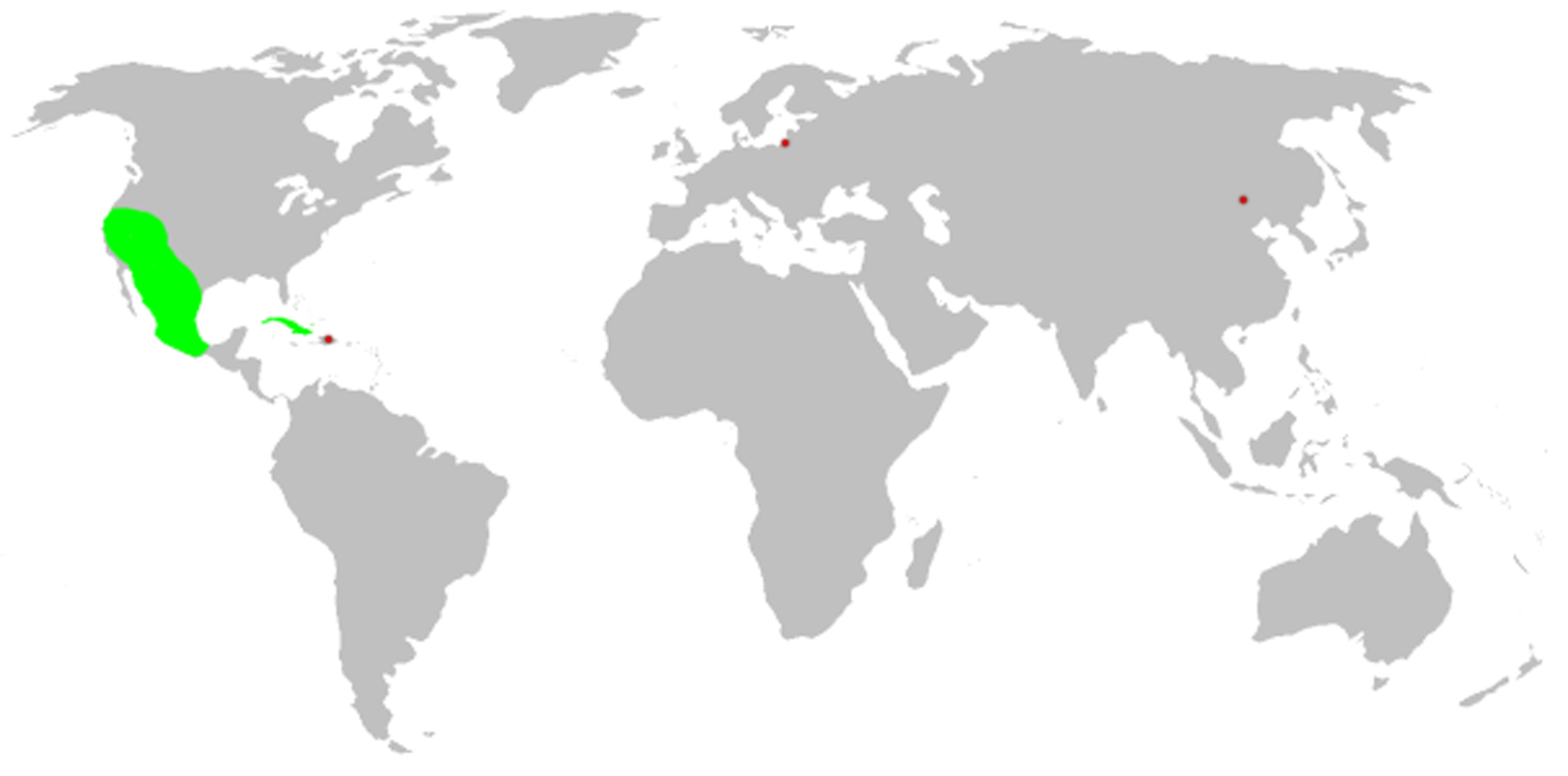
Distribution

Les espèces de cette famille se rencontrent aux États-Unis, au Mexique, en Amérique centrale et à Cuba.

## Paléontologie
Cette famille est connue depuis le Jurassique. Ces fossiles ont été découverts à Hispaniola, en Chine et dans la mer Baltique.

## Taxonomie
Cette famille rassemble 31 espèces actuelles dans deux genres.

## Liste des genres
Selon World Spider Catalog (version 15.0, 2014) :
- Kibramoa Chamberlin, 1924
- Plectreurys Simon, 1893

Selon The World Spider Catalog (version 15.0, 2014) :
- †Eoplectreurys Selden & Huang, 2010
- †Montsecarachne Selden, 2014
- †Palaeoplectreurys  Wunderlich, 2004

## Publication originale
- Simon, 1893 : Histoire naturelle des araignées. Paris, vol. 1, p. 257-488 (texte intégral).